# Romance of the Three Kingdoms XIV
Romance of the Three Kingdoms XIV, également connu sous le nom de Sangokushi 14 (三國志14), est le 14e épisode de la série de jeux vidéo de stratégie Romance of the Three Kingdoms (Sangokushi) de Koei. Il est sorti le 16 janvier 2020 pour la PlayStation 4 et Microsoft Windows au Japon et à Taiwan.

## Accueil
Famitsu a donné au jeu un score combiné de 34 sur 40,. PC Gamer et PCGamesN ont eu des critiques plus mitigées, la localisation anglaise et la lenteur des batailles en particulier étant critiquées,.
Quelques jours après sa sortie, plus de 20 000 exemplaires de la version PS4 du jeu ont été vendus au Japon.